# Rockport (Arkansas)
Pour les articles homonymes, voir Rockport.
Rockport est une ville d'Arkansas, aux États-Unis. Elle est située sur l'Ouachita, dans le comté de Hot Spring. D'après le recensement des États-Unis de 2010, elle compte 755 habitants.
Elle est traversée par l'Interstate 30. D'après le bureau du recensement des États-Unis, Rockport couvre une superficie de 8,8 km2.

## Histoire
Rockport est l'un des lieux nommés les plus vieux de l'Arkansas. Bien qu'elle soit désormais dépassée par Malvern, Rockport a été le siège de comté de Hot Spring de 1846 à 1879.

## Démographie
| 1960 | 1970 | 1980 | 1990 | 2000 | 2010 |
| ---- | ---- | ---- | ---- | ---- | ---- |
| 162  | 158  | 231  | 388  | 792  | 755  |